# Liendo
Liendo és un municipi de la Comunitat Autònoma de Cantàbria, tancat entre els de Laredo i Guriezo. Està situat en la costa oriental, però a diferència d'altres localitats costaneres no posseïx extenses platges, sinó que s'assenta en una vall dividida en nombrosos barris. Es troba a 57 km de Santander i limita amb Laredo i Castro Urdiales.

## Localitats
- Hazas (Jazas) (Capital).
- Iseca Nueva.
- Iseca Vieja.
- Isequilla.
- Llatazos.
- Mendina.
- Mollaneda.
- Noval.
- La Portilla.
- Rocillo (Rocillu)
- Sopeña.
- Villanueva.
- Villaviad.

## Demografia
| 1900  | 1910  | 1920  | 1930  | 1940  | 1950  | 1960  | 1970  | 1980 | 1990 | 2000 | 2005 | 2007 |
| ----- | ----- | ----- | ----- | ----- | ----- | ----- | ----- | ---- | ---- | ---- | ---- | ---- |
| 1.237 | 1.209 | 1.198 | 1.078 | 1.124 | 1.116 | 1.000 | 1.019 | 815  | 804  | 831  | 995  | 1135 |

Font: INE

## Administració
| Eleccions municipals, 25 de maig de 2003 |      |        |          |
| Partit                                   | Vots | %      | Regidors |
| PSOE                                     | 305  | 44,79% | 4        |
| PP                                       | 195  | 28,63% | 2        |
| PRC                                      | 146  | 21,44% | 1        |

| Eleccions municipals, 27 de maig de 2007 |      |        |          |
| Partit                                   | Vots | %      | Regidors |
| PSOE                                     | 339  | 42,11% | 4        |
| PP                                       | 278  | 34,53% | 3        |
| PRC                                      | 186  | 23,11% | 2        |